# The Primitives Group
The Primitives Group je česká psychedelic rocková skupina. Vznikla v roce 1965 pod názvem Primitivové. Tento název vymyslel Josef Bouček a jejími původními členy byli Ivan Hajniš, František Mašek, Zdeněk Burda, Jaroslav Křtěn, Jaroslav Erno Šedivý a Karel Černý. Na The Primitives Group se přejmenovala v roce 1967 s příchodem manažera Eugena Fialy. Domovskou scénu skupina našla na Smíchově v Music F Clubu. Skupina je označována za první skupinu na světě, která na pódiu používala ohňové, pyrotechnické a kouřové efekty. S kapelou spolupracovali básník Ivan „Magor“ Jirous se svojí ženou Věrou, fotografem Janem Ságlem a jeho ženou, progresivní malířkou Zorkou. S týmem umělců vymysleli líčení členů kapely podle hvězdných znaků kabaly, originální kostýmy, zvukové efekty a filmové projekce. Kultovními se staly speciální v té době naprosto unikátní a v historii československé rockové hudby dosud nepřekonané originální happeningy v pražském F clubu – „Fish Feast“ a „Bird Feast“.
V roce 1967 skupina vystoupila na prvním československém beatovém festivalu, o rok později pak i na jeho druhém ročníku. Oba festivaly byly pojaty jako vážně míněná soutěž s bodovým ohodnocením, kde porota posuzovala techniku hraní, rytmus, intonaci a vokály. Primitives se do finále nedostali. Jiří Černý napsal v Mladém světě o nebezpečí beatové hudby v českém prostředí, jímž je „zdůrazňování vnější stránky věci“. Skupina se rozpadla v roce 1969, kdy Ivan Hajniš emigroval do Švédska.
The Primitives Group neměli vlastní repertoár, hráli písně převzaté od skupin The Doors, Fugs, Pretty Things, Animals, Mothers of Invention i Jimi Hendrixe. Na Primitives Group navázala v sedmdesátých letech skupina Plastic People of the Universe, kam přivedl Jirous Josefa Janíčka z Primitives.
Roku 2016 byla skupina The Primitives Group obnovena zakládajícími členy Ivanem Hajnišem trvale žijícím ve Švédsku a Zdenkem Burdou trvale žijícím v Německu a koncem srpna se vydala na turné. Od prvního koncertu v libockém pivovaru 18. srpna 2016 odehrála v Čechách a na Moravě desítky koncertů a pokračuje s koncertováním.